# Narthecusa packardii
Narthecusa packardii là một loài bướm đêm trong họ Geometridae.